# Gare de Briouze
Gare de Briouze vasútállomás Franciaországban, Briouze településen.

## Vasútvonalak
Az állomást az alábbi vasútvonalak érintik:
- Argentan–Granville-vasútvonal

## Kapcsolódó állomások
A vasútállomáshoz az alábbi állomások vannak a legközelebb:
- Gare d’Écouché
- Gare de Flers